# عفوا ثامر
عفوا ثامر هي عالم نبات ومهندس زراعي تونسي متخصص في مقاومة الجفاف في المحاصيل الحبوب. وهي عضو في مبادرة القيادات النسائية العربية في الزراعة. ولدت في العام 1982.

## الحياة المهنية
درست عفوا للحصول على درجة الدكتوراه في علم الأحياء في جامعة تونس المنار، وتخرجت منها عام 2012، وعمرها ثلاثون عامًا. أجرت بحث ما بعد الدكتوراه الخاص بها في جامعة سيجيد في المجر.  في عام 2015، حصلت عفوا على منحة فولبرايت للدراسة في الولايات المتحدة الأمريكية.   مكنتها هذه المنحة من العمل في وزارة الزراعة الأمريكية في تكساس وميسيسيبي. 
كان عنوان مشروع بحثها "تعزيز إنتاج المركبات النشطة بيولوجيًا في التوت الصيني، ميليا أزاديراخ ، وفلفل الراهب، فيتكس أغنوس كاستوس ". 
من عام 2016 إلى عام 2019، عملت مع وليد صادق من جامعة مينيسوتا في برنامج شراكة ممول من المركز الدولي للزراعة الملحية (ICBA) وCRDF Global لتعزيز واستقرار إنتاج القمح في تونس. 
في عام 2019، انضمت إلى المجموعة الأولى من زمالة مبادرة القيادات النسائية العربية في الزراعة.  اعتبارًا من عام 2020، كانت باحثة علمية في وزارة الزراعة (IRESA) وأستاذة مساعدة في جامعة قابس . 